# Manhattan
Manhattan (conform Mannahatta, numele originar, dat de populația Lenape) se referă la Insula Manhattan, care cuprinde cea mai mare parte a cartierului Manhattan (în engleză Borough of Manhattan), unul din cele cinci diviziuni (cartiere, în engleză boroughs) ale orașului New York. 
Situat în estul orașului New York, centru comercial, financiar și cultural al orașului, Manhattan-ul are numeroase locuri bine cunoscute, atracții turistice, muzee și universități. Este de asemenea locul unde se află sediul central al Națiunilor Unite și sediul Guvernului orășenesc.
Cartierul Manhattan se învecinează cu Comitatul New York, cel mai dens populat comitat din  Statele Unite ale Americii. Adresele poștale de pe raza cartierului sunt desemnate "New York, NY."
Manhattan-ul posedă cel mai mare cartier de afaceri din Statele Unite, fiind și sediul majoritații centrelor de afaceri ale orașului și al Bursei din New York. Deși populația sa este doar a treia ca mărime dintre cele cinci cartiere, după Brooklyn și Queens, iar din punct de vedere geografic este cel mai mic, Manhattan-ul este cartierul identificat de mulți turiști cu orașul New York.
Rețeaua de străzi este de forma unei table de șah, cu străzi orientate est-vest și nord-sud, întretăiate în unghi de 90°. Există 155 străzi est-vest și 12 străzi nord-sud.

## Personalități marcante
- Lou Gehrig (1903 - 1941), jucător de baseball;
- William Bendix (1906 - 1964), actor;
- Murray Gell-Mann (1929 - 2019), fizician, Premiul Nobel pentru Fizică;
- Robert Christgau (n. 1942), jurnalist;
- Sigourney Weaver (n. 1949), actriță;
- Douglas Kennedy (n. 1955), scriitor;
- Julia Louis-Dreyfus (n. 1961), actriță;
- Claire Danes (n. 1979), actriță;
- Paul Dano (n. 1984), actor;
- Timothée Chalamet (n. 1995), actor;
- Heath Ledger (1979 - 2008), actor;
- Amy Schumer (n. 1981), actriță, scenaristă.

## Cartierul văzut din Empire State Building

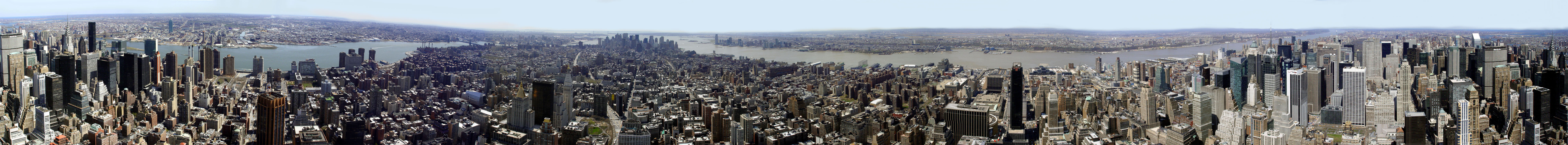
Manhattan văzut de pe Empire State Building

### Referiri istorice
- en New York și originile sale Arhivat în 8 martie 2021, la Wayback Machine.
- Scrisoare din 1626 conform căreia Insula Manhattan a fost cumpărată pentru 60 de guldeni
- Harta Mannados-ului sau Manhattanului în 1661
- Hartă din 1729 a Manhattanului Arhivat în 12 august 2011, la Wayback Machine.
- en Povestea Manhattanului, de Charles Hemstreet.
- en Jurnalul de bord al lui Robert Juet. Cele mai vechi informații scrise despre Manhattan.

### Ghiduri ale cartierului Manhattan
- en Randall's Lost New York City Arhivat în 28 octombrie 2008, la Wayback Machine.
- en New York City Walk

### Fotografii și video-uri ale cartierului Manhattan
- New York Daily Photo - un blog cu fotografii din orașul New York
- Fotografii din Manhattan Arhivat în 3 aprilie 2005, la Wayback Machine.
- New York - orașul uitat
- Fotografii panoramice din Manhattan
- Fotografii din Manhattan